# Болсверт, Схелте Адамс
Схелте Адамс Болсверт (нидерл. Schelte Adamsz Bolswert, 1586, Болсверт — 1659, Антверпен) — фламандский рисовальщик и гравёр.
Схелте Адамс Болсверт, младший брат гравёра Боэция Адамса Болсверта (1580—1638), родился в городке Болсверт во Фрисландии (северо-западная провинция Нидерландов)
.
Прежде чем поселиться в Антверпене, братья Болсверт работали в Амстердаме и Харлеме. Адамс Болсверт стал членом Гильдии Святого Луки в Антверпене в 1625 году. Учился в мастерской П. П. Рубенса. В 1620 году Питер Пауль Рубенс открыл в Антверпене мастерскую, где обучались и работали молодые художники: Лукас Ворстерман, Паулус Понциус, Питер Соутман, Питер де Йоде Младший и другие.
После смерти брата Болсверт награвировал более шестидесяти композиций по картинам Рубенса, главным образом охотничьи сцены и пейзажи. Он продолжал гравировать и после смерти Рубенса в 1640 году. Болсверт использовал трудоёмкую технику работы резцом по меди, но умел придавать своим гравюрам истинно живописные качества, соответствующие стилю фламандской школы. Гравировал также по картинам А. Ван Дейка, Я. Йорданса, А. Блумарта.

## Галерея

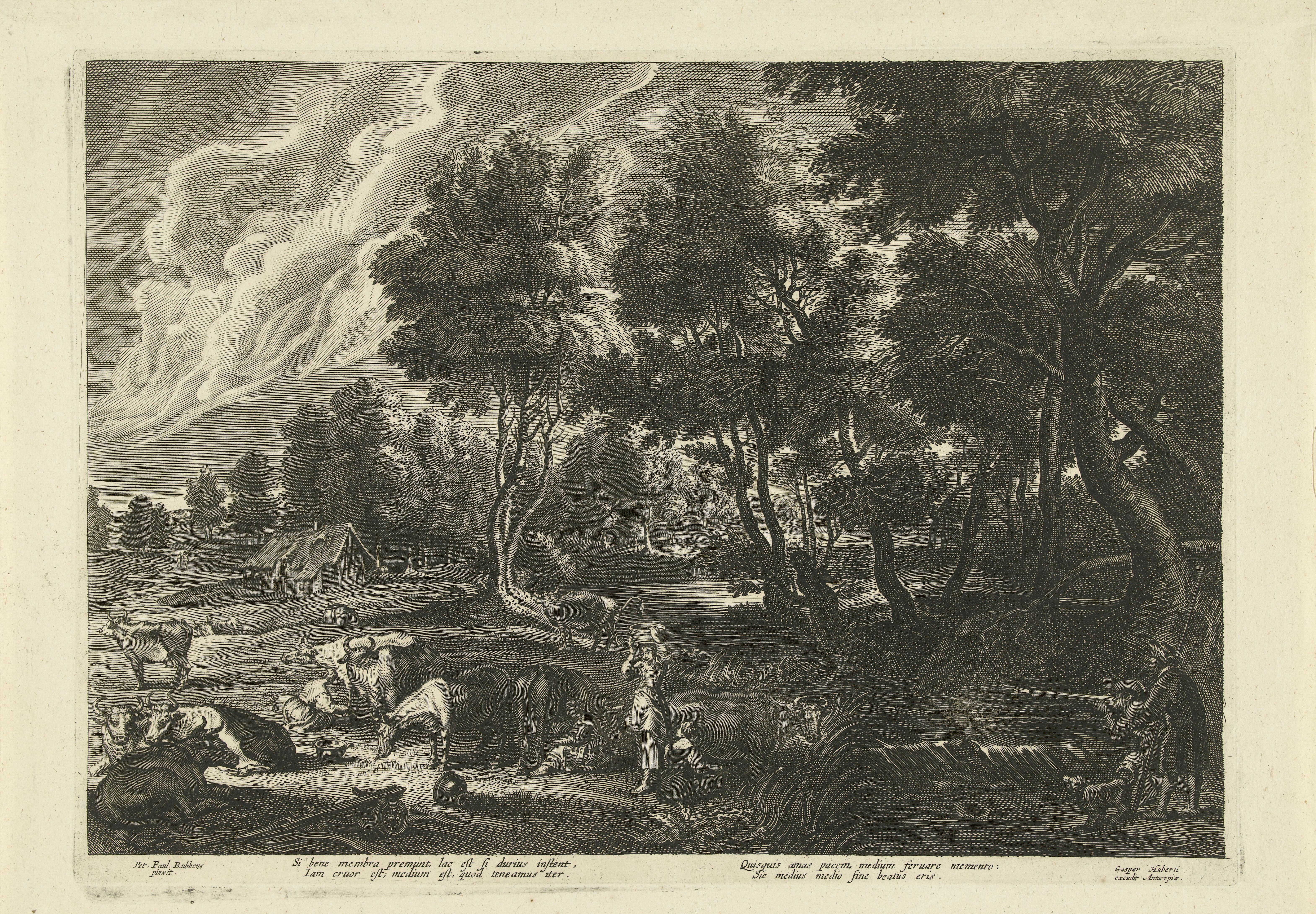
Пейзаж с доярками, коровами и охотниками. По картине П. П. Рубенса. 1596—1684
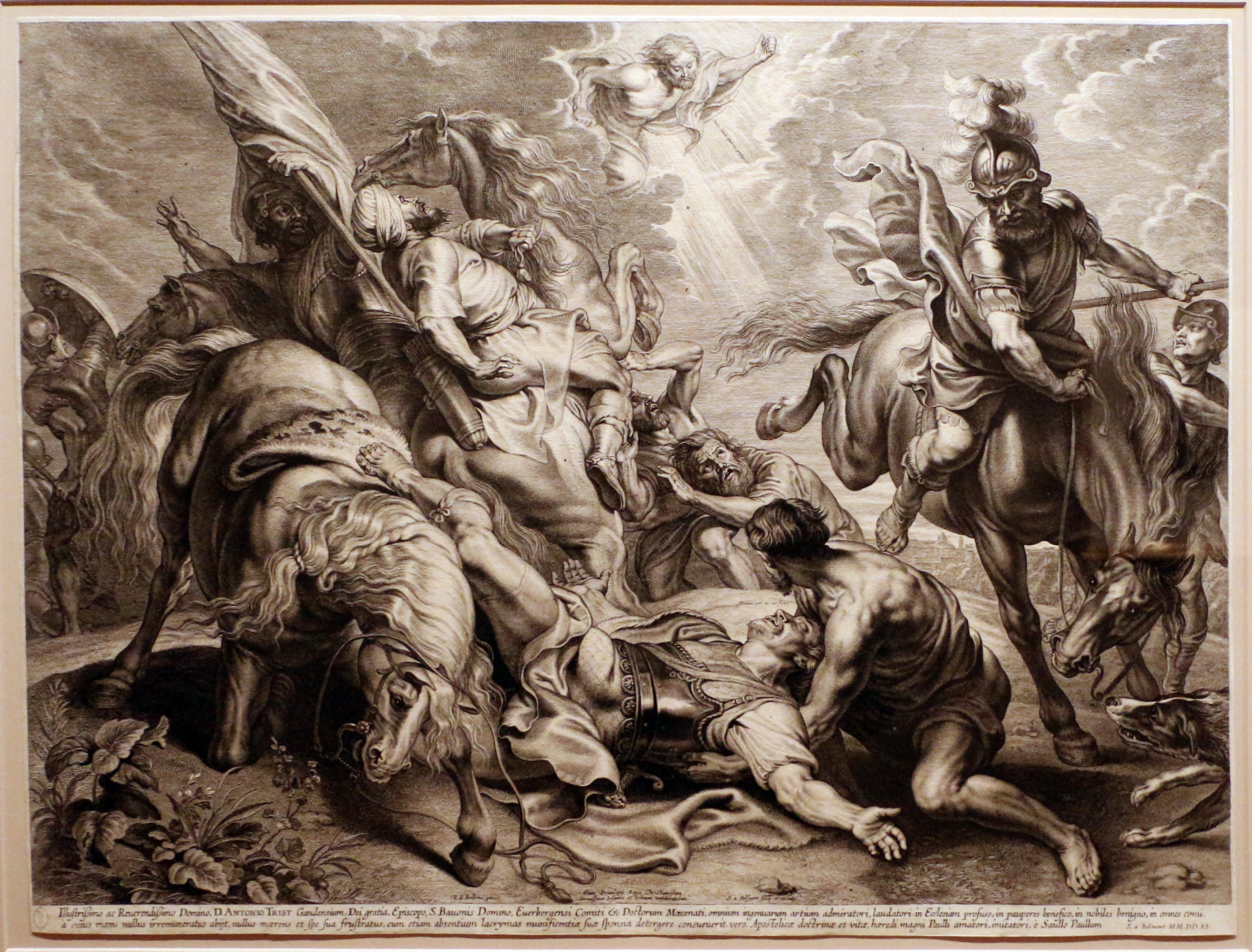
Обращение Савла. По картине П. П. Рубенса. 1621—1633
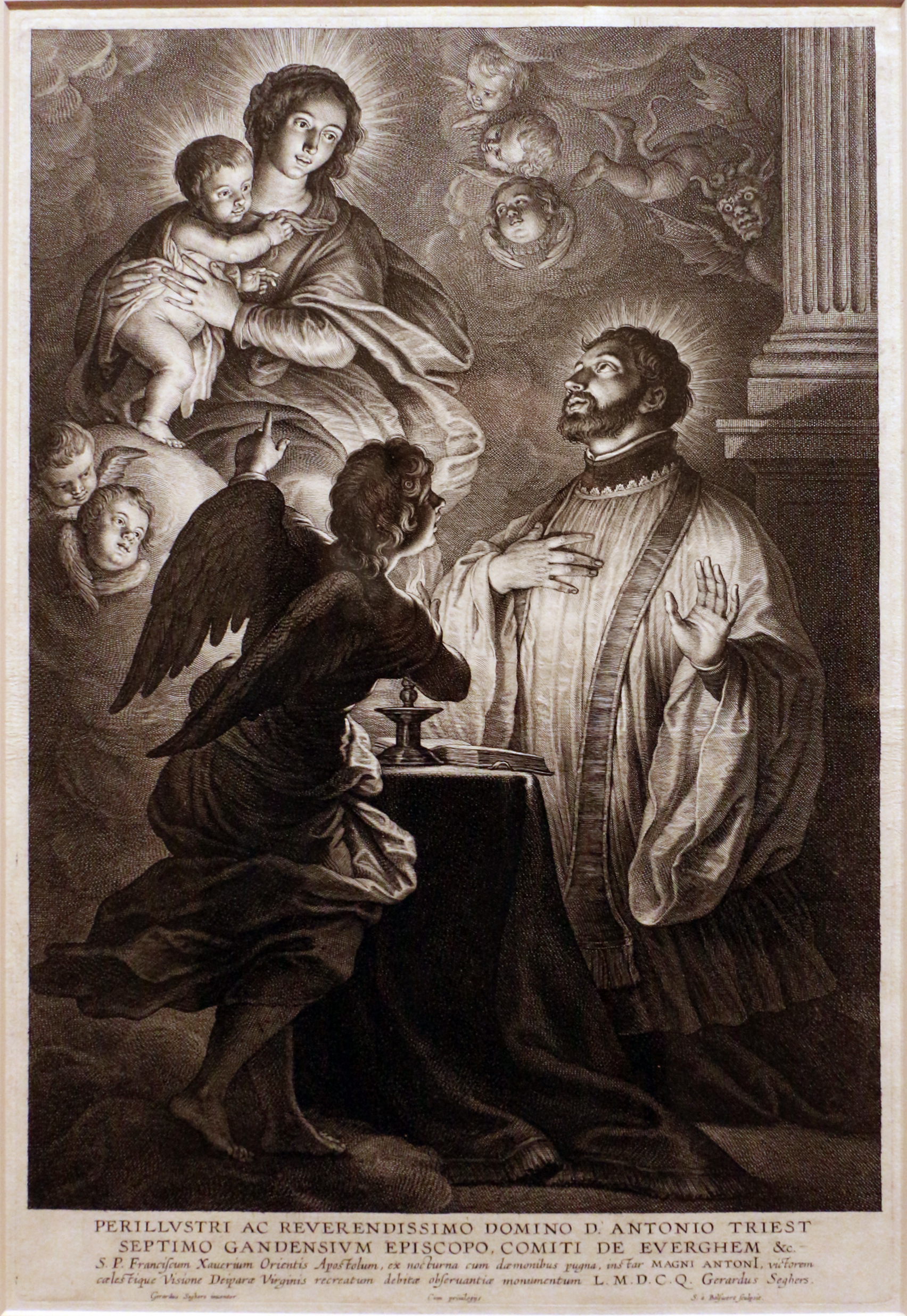
Явление Мадонны Св. Франциску Ксаверию. По картине Г. Зегерса. 1610—1659
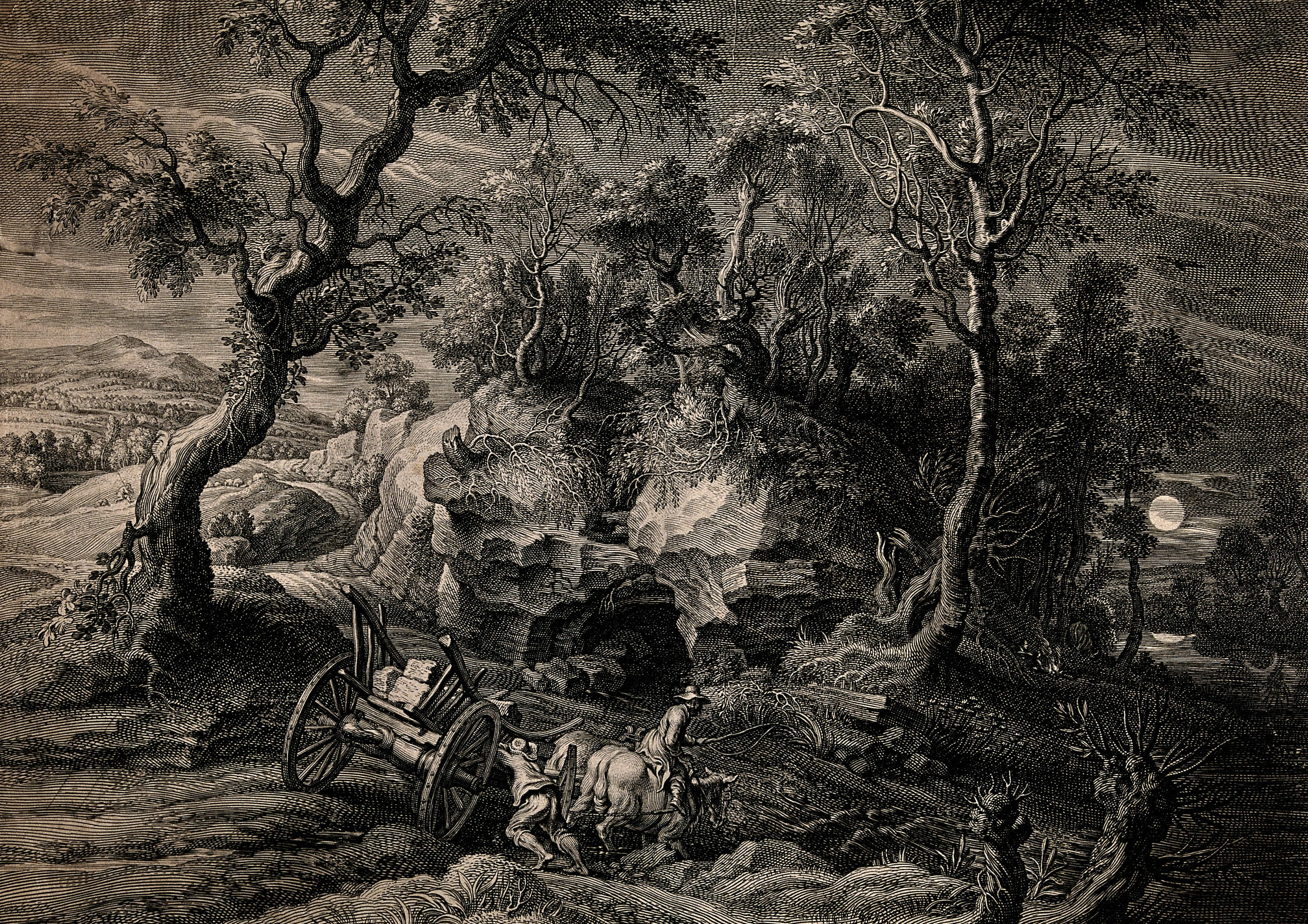
Возчики камней (Пейзаж с возчиками камней). По картине П. П. Рубенса. Около 1620
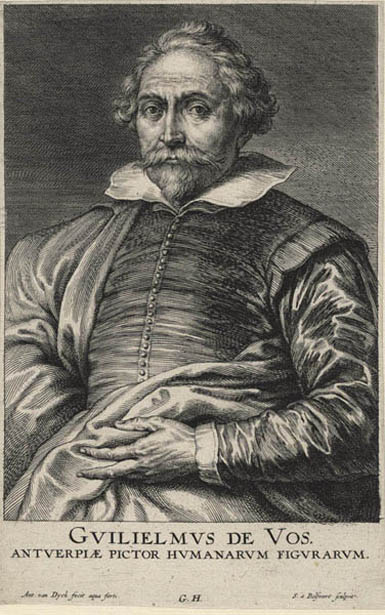
Портрет Виллема де Воса. Гравюра А. Ван Дейка, законченная Болсвертом. 1632—1641